# 刀叶楼梯草
刀叶楼梯草（学名：Elatostema imbricans）为荨麻科楼梯草属的植物，为中国的特有植物。分布在中国大陆的西藏等地，生长于海拔2,200米至2,300米的地区，多生于山坡阔叶混交林中，目前尚未由人工引种栽培。